# Oscar Olsson (fotograf)
Oscar Olsson, född 1 december 1880 i Kareby församling, Göteborgs och Bohus län, död 14 november 1936 i Stockholm, var en svensk filmfotograf och filmlaboratoriechef.

## Filmfoto
- 1915 – Arlequins frieri
- 1915 – Med svenska lappar på vårflyttning
- 1915 – Patriks äventyr
- 1916 – Brandsoldaten
- 1919 – Hemsöborna
- 1921 – Bland vildar och vilda djur
- 1922 – Med prins Wilhelm på afrikanska jaktstigar
- 1923 – Göteborgsutställningen utan och innan